# Sitowa
Sitowa – wieś w Polsce, położona w województwie łódzkim, w powiecie opoczyńskim, w gminie Opoczno.
| SIMC    | Nazwa     | Rodzaj    |
| ------- | --------- | --------- |
| 1065473 | Budki     | część wsi |
| 0547477 | Za Koleją | część wsi |

W latach 1975–1998 miejscowość administracyjnie należała do województwa piotrkowskiego.
Wierni kościoła rzymskokatolickiego należą do parafii św. Bartłomieja w Opocznie.